# Sepiadarium kochii
Sepiadarium kochi Steenstrup, 1881 è un cefalopode indo-pacifico appartenente alla famiglia Sepiadariidae.

## Descrizione
È una seppia di piccole dimensioni, il cui mantello non supera i 3 cm.

## Distribuzione e habitat
È una specie demersale che vive fino a 60 m di profondità; il suo areale si estende dall'India al Giappone.